# EuroLeague Women 2015-2016
L'Eurolega di pallacanestro femminile 2015-2016 è stata la 25ª edizione della massima competizione europea per club. Detentrici del trofeo sono le ceche del ZVVZ USK Praga. Il torneo è iniziato il 14 ottobre 2014 e si è concluso il 17 aprile 2016 con le Final Four allo Ülker Sports Arena di Istanbul. Il trofeo è stato vinto dalle russe dell'UMMC Ekaterinburg per la terza volta nella storia della competizione.

## Regolamento
Le 16 squadre partecipanti sono divise in due gironi da 8, con partite di andata e ritorno per un totale di 14 giornate.
Le prime 4 di ogni girone si qualificano ai playoff dei quarti di finale che si disputano al meglio delle 3 partite. le quinte e seste classificate si qualificano ai quarti di finale di EuroCup Women. Le vincenti dei quarti di finale si qualificano per la final four.

## Squadre partecipanti
| Numero | Nazione         | Squadre              |
| ------ | --------------- | -------------------- |
| 3      | Russia          | UMMC Ekaterinburg    |
| 3      | Russia          | Nadežda Orenburg     |
| 3      | Russia          | Dinamo Kursk         |
| 3      | Turchia         | Galatasaray          |
| 3      | Turchia         | Agü Spor Kayseri     |
| 3      | Turchia         | Fenerbahçe           |
| 2      | Francia         | Bourges              |
| 2      | Francia         | Villeneuve d'Ascq    |
| 2      | Spagna          | Girona               |
| 2      | Spagna          | CB Avenida           |
| 1      | Belgio          | Castors Braine       |
| 1      | Italia          | Beretta Famila Schio |
| 1      | Polonia         | Wisła Cracovia       |
| 1      | Repubblica Ceca | ZVVZ USK Praga       |
| 1      | Slovacchia      | Good Angels Košice   |
| 1      | Ungheria        | Uniqa Sopron         |

Legenda:
      detentore;       finalista.

## Regular season
Le partite si sono disputate tra il 14 ottobre 2015 e il 10 febbraio 2016.

### Gruppo A

#### Classifica
|    | Squadra              | P.ti | G  | V  | P  | PF   | PS   | DP   |
| -- | -------------------- | ---- | -- | -- | -- | ---- | ---- | ---- |
| 1. | Fenerbahçe           | 26   | 14 | 12 | 2  | 927  | 834  | +93  |
| 2. | Beretta Famila Schio | 24   | 14 | 10 | 4  | 1022 | 892  | +130 |
| 3. | Dinamo Kursk         | 24   | 14 | 10 | 4  | 1012 | 855  | +157 |
| 4. | Galatasaray          | 23   | 14 | 9  | 5  | 889  | 829  | +60  |
| 5. | Good Angels Košice   | 19   | 14 | 5  | 9  | 869  | 893  | -24  |
| 6. | Villeneuve d'Ascq    | 19   | 14 | 5  | 9  | 842  | 920  | -78  |
| 7. | CB Avenida           | 18   | 14 | 4  | 10 | 902  | 945  | -43  |
| 8. | Uniqa Sopron         | 15   | 14 | 1  | 13 | 844  | 1139 | -295 |

Legenda:
      qualificate ai quarti di finale;       ammesse ai quarti di EuroCup Women.

#### Risultati
| Squadra              | AVE   | FEN   | GAL   | KOŠ   | KUR    | SCH   | SOP   | VIL   |
| -------------------- | ----- | ----- | ----- | ----- | ------ | ----- | ----- | ----- |
| CB Avenida           |       | 70-75 | 49-62 | 76-68 | 66-72  | 63-52 | 74-60 | 72-49 |
| Fenerbahçe           | 64-59 |       | 57-56 | 62-45 | 66-56  | 60-66 | 86-69 | 77-54 |
| Galatasaray          | 61-59 | 60-71 |       | 69-57 | 62-55  | 58-75 | 81-56 | 59-35 |
| Good Angels Košice   | 66-47 | 58-67 | 54-49 |       | 53-64  | 56-69 | 81-53 | 55-60 |
| Dinamo Kursk         | 77-64 | 72-40 | 75-60 | 70-49 |        | 63-58 | 98-63 | 66-49 |
| Beretta Famila Schio | 88-70 | 62-64 | 64-70 | 89-63 | 79-72  |       | 97-61 | 75-57 |
| Uniqa Sopron         | 73-67 | 52-69 | 60-76 | 70-86 | 68-102 | 65-75 |       | 50-69 |
| Villeneuve d'Ascq    | 78-66 | 55-69 | 62-66 | 48-78 | 78-70  | 70-73 | 78-44 |       |

### Gruppo B

#### Classifica
|    | Squadra           | P.ti | G  | V  | P  | PF   | PS  | DP   |
| -- | ----------------- | ---- | -- | -- | -- | ---- | --- | ---- |
| 1. | UMMC Ekaterinburg | 26   | 14 | 12 | 2  | 1050 | 854 | +196 |
| 2. | Nadežda Orenburg  | 23   | 14 | 9  | 5  | 907  | 844 | +63  |
| 3. | ZVVZ USK Praga    | 22   | 14 | 8  | 6  | 937  | 826 | +111 |
| 4. | Wisła Cracovia    | 21   | 14 | 7  | 7  | 824  | 945 | -121 |
| 5. | Bourges           | 20   | 14 | 6  | 8  | 842  | 841 | +1   |
| 6. | Agü Spor Kayseri  | 19   | 14 | 5  | 9  | 902  | 958 | -56  |
| 7. | Castors Braine    | 19   | 14 | 5  | 9  | 868  | 946 | -78  |
| 8. | Girona            | 18   | 14 | 4  | 10 | 805  | 921 | -116 |

Legenda:
      qualificate ai quarti di finale;       ammesse ai quarti di EuroCup Women.

#### Risultati
| Squadra           | AGU   | BOU   | CAS   | EKA   | GIR   | NAD   | PRA   | WIS   |
| ----------------- | ----- | ----- | ----- | ----- | ----- | ----- | ----- | ----- |
| Agü Spor Kayseri  |       | 55-62 | 60-56 | 68-54 | 79-69 | 67-75 | 77-75 | 66-68 |
| Bourges           | 63-57 |       | 57-52 | 58-65 | 68-47 | 61-71 | 65-75 | 63-45 |
| Castors Braine    | 68-64 | 63-55 |       | 52-78 | 73-60 | 47-67 | 49-73 | 65-74 |
| UMMC Ekaterinburg | 93-48 | 69-63 | 75-70 |       | 80-61 | 74-84 | 76-73 | 89-48 |
| Girona            | 72-62 | 47-56 | 76-69 | 71-76 |       | 56-59 | 54-52 | 62-60 |
| Nadežda Orenburg  | 68-61 | 66-58 | 63-70 | 54-64 | 65-41 |       | 58-54 | 67-70 |
| ZVVZ USK Praga    | 68-72 | 63-49 | 75-58 | 52-69 | 68-43 | 67-59 |       | 64-40 |
| Wisła Cracovia    | 67-66 | 66-64 | 69-76 | 52-88 | 54-46 | 54-51 | 57-78 |       |

## Fase a eliminazione diretta

### Quarti di finale
Le partite si sono disputate tra l'8 e il 16 marzo 2016.
| Squadra 1            | Totale | Squadra 2      | Gara 1  | Gara 2  | Gara 3  |
| -------------------- | ------ | -------------- | ------- | ------- | ------- |
| Fenerbahçe           | 2 - 0  | Wisła Cracovia | 79 - 70 | 79 - 63 | -       |
| Beretta Famila Schio | 0 - 2  | ZVVZ USK Praga | 56 - 68 | 53 - 86 | -       |
| UMMC Ekaterinburg    | 2 - 1  | Galatasaray    | 72 - 56 | 57 - 66 | 86 - 66 |
| Nadežda Orenburg     | 2 - 0  | Dinamo Kursk   | 78 - 68 | 73 - 70 | -       |

### Final Four
Le partite si sono disputate il 15 e il 17 aprile 2016.
|  | Semifinali        | Semifinali |                 |                  | Finale            | Finale |
|  |                   |            |                 |                  |                   |        |
|  | Fenerbahçe        | 68         |                 |                  |                   |        |
|  | Fenerbahçe        | 68         |                 |                  |                   |        |
|  | Nadežda Orenburg  | 74         |                 |                  |                   |        |
|  | Nadežda Orenburg  | 74         |                 | Nadežda Orenburg | 69                |        |
|  |                   |            |                 | Nadežda Orenburg | 69                |        |
|  |                   |            |                 |                  | UMMC Ekaterinburg | 72     |
|  | ZVVZ USK Praga    | 72         |                 |                  | UMMC Ekaterinburg | 72     |
|  | ZVVZ USK Praga    | 72         |                 |                  |                   |        |
|  | UMMC Ekaterinburg | 78         |                 |                  |                   |        |
|  | UMMC Ekaterinburg | 78         | Finale 3° posto |                  |                   |        |
|  |                   |            |                 |                  |                   |        |
|  |                   |            |                 |                  | Fenerbahçe        | 73     |
|  |                   |            |                 |                  | Fenerbahçe        | 73     |
|  |                   |            |                 |                  | ZVVZ USK Praga    | 69     |

### Semifinali
| Arbitri: | Anne Panther Manuel Mazzoni Georgios Poursanidis |

|                         |          |                            |
| Petrović, Šteinberga 21 | Punti    | 21 Taurasi 19 Griner       |
| Palau 8                 | Assist   | 3 Lyttle, Taurasi, Toliver |
| Šteinberga 10           | Rimbalzi | 9 Lyttle, Meesseman        |

| Arbitri: | Dragan Neskovic Andris Aunkrogers Milan Nedovic |

|             |          |           |
| Lavender 24 | Punti    | 20 Bonner |
| Vardarlı 6  | Assist   | 4 Cruz    |
| Lavender 11 | Rimbalzi | 8 Bonner  |

### Finale 3º/4º posto
| Arbitri: | Dragan Neskovic Anne Panther Andrada Monika Csender |

|                                |          |             |
| Quigley 22                     | Punti    | 17 Vaughn   |
| Coleman, Quigley, Verameenka 3 | Assist   | 6 Palau     |
| Hollingsworth 8                | Rimbalzi | 10 Petrović |

### Finale
| Arbitri: | Manuel Mazzoni Georgios Poursanidis Milan Nedovic |

|             |          |            |
| Bonner 26   | Punti    | 22 Taurasi |
| Cruz 5      | Assist   | 5 Toliver  |
| Robinson 10 | Rimbalzi | 12 Lyttle  |

## Verdetti
- Vincitrice:  UMMC Ekaterinburg (3º titolo)
Formazione:[2][3] Sandrine Gruda, Elizaveta Komarova, Anna Petrakova, Anastasiya Tochilova, Sancho Lyttle, Ol'ga Artešina, Evgenija Beljakova, Nika Barič, Deanna Nolan, Natal'ja Vieru, Kristi Toliver, Alba Torrens, Marija Čerepanova, Diana Taurasi, Emma Meesseman, Brittney Griner. Allenatore: Olaf Lange.

## Statistiche

### Statistiche individuali
Aggiornate al 17 aprile 2016.

#### Punti
| Pos. | Giocatore      | Squadra           | Partite | Numero | Media |
| ---- | -------------- | ----------------- | ------- | ------ | ----- |
| 1.   | Diana Taurasi  | UMMC Ekaterinburg | 19      | 397    | 20.9  |
| 2.   | Nneka Ogwumike | Dinamo Kursk      | 16      | 283    | 17,7  |
| 3.   | DeWanna Bonner | Nadezhda Orenburg | 18      | 313    | 17,4  |
| 4.   | LaToya Pringle | Kayseri           | 13      | 205    | 15,8  |
| 5.   | Sonja Petrović | USK Praga         | 13      | 205    | 15,8  |

#### Rimbalzi
| Pos. | Giocatore         | Squadra            | Partite | Numero | Media |
| ---- | ----------------- | ------------------ | ------- | ------ | ----- |
| 1.   | Crystal Langhorne | Good Angels Košice | 14      | 151    | 10.8  |
| 2.   | DeWanna Bonner    | Nadezhda Orenburg  | 18      | 169    | 9.4   |
| 3.   | LaToya Pringle    | Kayseri            | 13      | 118    | 9.1   |
| 4.   | Nneka Ogwumike    | Dinamo Kursk       | 16      | 142    | 8.9   |
| 5.   | Kia Vaughn        | USK Praga          | 18      | 159    | 8.8   |

#### Assist
| Pos. | Giocatore          | Squadra        | Partite | Numero | Media |
| ---- | ------------------ | -------------- | ------- | ------ | ----- |
| 1.   | Laia Palau         | USK Praga      | 18      | 128    | 7.1   |
| 2.   | Marjorie Carpréaux | Castors Braine | 14      | 75     | 5.4   |
| 3.   | Silvia Domínguez   | CB Avenida     | 14      | 73     | 5.2   |
| 4.   | Işıl Alben         | Galatasaray    | 17      | 87     | 5.1   |
| 5.   | Cristina Ouviña    | Wisła Cracovia | 12      | 60     | 5.0   |

#### Altre statistiche
| Categoria      | Giocatore             | Squadra            | Partite | Media |
| -------------- | --------------------- | ------------------ | ------- | ----- |
| Palle rubate   | Cristina Ouviña       | Wisła Cracovia     | 12      | 2.8   |
| Stoppate       | Anastasija Verameenka | Fenerbahçe         | 18      | 1.7   |
| Palle perse    | Noemí Jordana         | UNI Girona         | 14      | 3.8   |
| Falli commessi | Merike Anderson       | Castors Braine     | 14      | 3.6   |
| Minuti giocati | LaToya Sanders        | Kayseri            | 13      | 37:18 |
| % tiri liberi  | Gabriela Mărginean    | CB Avenida         | 14      | 95.1% |
| % tiro da due  | Nneka Ogwumike        | Dinamo Kursk       | 16      | 58.4% |
| % tiro da tre  | Shenise Johnson       | Good Angels Košice | 12      | 53.3% |

#### Migliori prestazioni individuali
| Categoria    | Giocatore             | Squadra           | Statistica | Avversario                       |
| ------------ | --------------------- | ----------------- | ---------- | -------------------------------- |
| Punti        | Diana Taurasi         | UMMC Ekaterinburg | 36         | UNI Girona (15 nov. 2015)        |
| Rimbalzi     | Jantel Lavender       | Olympiakos        | 18         | Uniqa Sopron (20 gen. 2016)      |
| Assist       | Silvia Domínguez      | CB Avenida        | 12         | Villeneuve d'Ascq (6 gen. 2016)  |
| Palle rubate | Ashley Walker         | Famila Schio      | 7          | Dynamo Kursk (14 gen. 2016)      |
| Stoppate     | Anastasija Logunova   | Castors Braine    | 4          | USK Praga (27 gen. 2016)         |
| Stoppate     | LaToya Sanders        | Kayseri           | 4          | Castors Braine (21 ott. 2015)    |
| Stoppate     | Brittney Griner       | UMMC Ekaterinburg | 4          | UNI Girona (27 gen. 2016)        |
| Stoppate     | Brittney Griner       | UMMC Ekaterinburg | 4          | Nadezhda Orenburg (7 gen. 2016)  |
| Stoppate     | Brittney Griner       | UMMC Ekaterinburg | 4          | Nadezhda Orenburg (22 ott. 2015) |
| Stoppate     | Devereaux Peters      | Wisła Cracovia    | 4          | UNI Girona (6 gen. 2016)         |
| Stoppate     | Anastasija Verameenka | Fenerbahçe        | 4          | Dinamo Kursk (16 dic. 2015)      |
| Stoppate     | Angelica Robinson     | Fenerbahçe        | 4          | Dinamo Kursk (8 maz. 2016)       |

### Statistiche di squadra
| Categoria     | Squadra           | Media |
| ------------- | ----------------- | ----- |
| Punti         | UMMC Ekaterinburg | 74.5  |
| Punti subiti  | C.J.M. Bourges    | 60.1  |
| Rimbalzi      | Famila Schio      | 39.8  |
| Assist        | Dinamo Kursk      | 17.8  |
| Palle rubate  | Villeneuve-d'Ascq | 9.7   |
| Stoppate      | Dinamo Kursk      | 4.1   |
| Palle perse   | Uni Girona        | 17.7  |
| % tiri liberi | Avenida           | 81.9% |
| % tiro da due | Fenerbahçe        | 50.6% |
| % tiro da tre | Dinamo Kursk      | 38.2% |